# Armando Baptista-Bastos

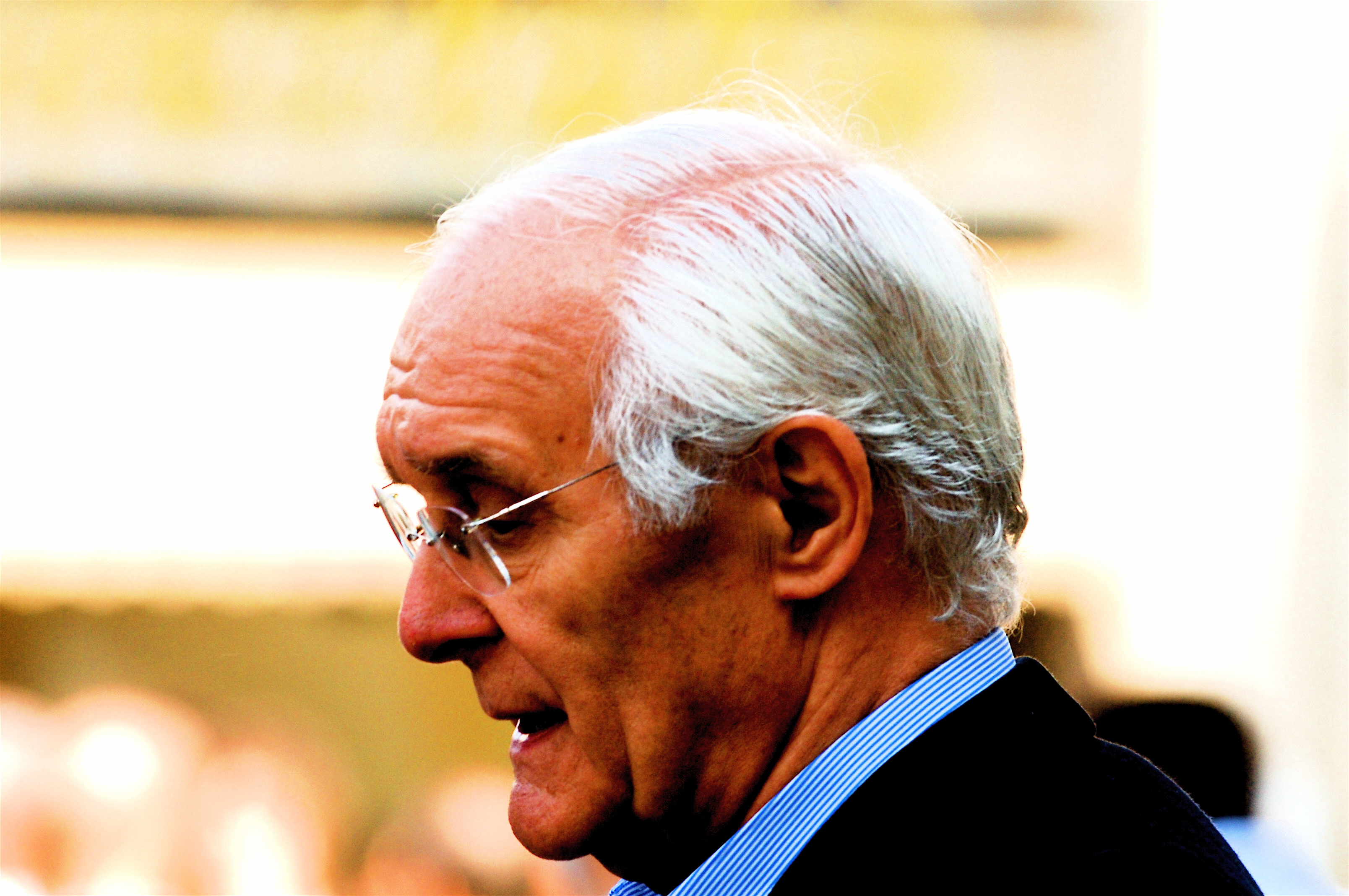
Baptista-Bastos (2006)

Armando Baptista-Bastos (* 27. Februar 1934 in Lissabon, Portugal; † 9. Mai 2017 ebenda) war ein portugiesischer Romancier, Essayist, politischer Journalist, Kolumnist, Gelegenheitsschauspieler und Fernsehmoderator. Er gehörte zu den meistbeschäftigten Journalisten nach der Nelkenrevolution in Portugal.

## Leben
Baptista-Bastos besuchte das Liceu Frances in Lissabon, sowie ebendort die Escola Artes Decorativas António Arroio. Seine journalistische Karriere begann er bei der Tageszeitung O Século, bei der er bereits mit 19 Jahren zum stellvertretenden Chefredakteur avancierte. Dort schrieb er auch Filmkritiken. Als politischer Aktivist und Anhänger des Präsidentenkandidaten General Humberto Delgado wurde er 1960 jedoch entlassen und begann bei Rádio e Televisão de Portugal (RTP), dem portugiesischen Fernsehen, wo er unter dem Pseudonym „Manuel Trindade“ als Redakteur Nachrichtentexte verfasste, sowie an Dokumentarfilmen mitwirkte.
Nach seiner Tätigkeit bei RTP folgten Anstellungen als Redakteur, Kolumnist, Reporter, Korrespondent für diverse Zeitungen und Zeitschriften, so für República, Europeu, O Diário, Cartaz, Almanaque, Seara Nova, Gazeta musical e de todas as artes, Época und Sábado. Auch war er in der Lissaboner Redaktion der französischen Nachrichtenagentur Agence France-Presse (AFP) tätig.
Mehr als dreiunddreißig Jahre arbeitete er als Redakteur der Zeitung Diário Popular (1965 bis 1988).
Nach seiner Tätigkeit für Diário Popular schrieb er für verschiedene andere Zeitungen und Zeitschriften, so Jornal de Notícias, der Sportzeitung A Bola, Tempo livre, Jornal de Letras, artes e ideias, Expresso und Correio do Minho. Er begründete die Zeitschrift O Ponto (Der Punkt). Im Hörfunk arbeitete er für Antenna 1 und Rádio Commercial, für die er Radio-Features schrieb. Als Kommentator wirkte er bei Radio TSF und als Kolumnist bei Público, Diário Económico und bis zuletzt für den Diário de Lisboa.
Für das Fernsehen moderierte er vor allem Polittalkshows, so 1996 bis 1998 bei TV Sic, außerdem betätigte er sich als Gelegenheitsschauspieler und Gastdarsteller in diversen Fernsehserien.
In seiner beruflichen Laufbahn reiste er oft ins Ausland, vor allem als Korrespondent und Reporter. So war er für portugiesische Medien in Spanien, Frankreich, Italien, Belgien, Irland, Brasilien, Uruguay, Argentinien, der Schweiz, Luxemburg, Griechenland, Österreich, Türkei, der DDR, der BR Deutschland, Tschechoslowakei, UdSSR, Marokko, Schweden, Dänemark, Finnland, Nigeria, Angola, Mosambik, Kap Verde tätig.
Sein essayistisch-journalistisches Buch As palavras dos outros wird für Kurse an in- und ausländischen Universitäten genutzt, vor allem in der lusophonen Welt.
Auszüge aus seinem Werk, so Kolumnen, Gastbeiträge, Romanauszüge und Artikel wurden in diverse Sprachen übersetzt, so ins Tschechische, Bulgarische, Russische, Deutsche, Kastilische und Französische.
In der Dokumentation Belarmino aus dem Jahr 1964, die zum Novo Cinema in Portugal gehört und die Karriere des erfolglosen portugiesischen Boxers Belarmino Fraga behandelt, ist er ebenfalls zu sehen.
Armando Baptista-Bastos starb am 9. Mai 2017 im Alter von 83 Jahren in Lissabon.

## Werk (Auswahl)
Essayistik
- O cinema na polemica do tempo (1959)
- O filme e o realismo (1962)

Journalismus/Journalistischer Essayismus
- As palavras dos outros (1969)
- Cidade diaria (1972)
- O homem em ponto (1984)
- Jose Saramago: Aproximacao a um retrato (1996)
- Fado Falando (1999)

Romane
- O secreto adeus (1963)
- Cao velho entre flores (1977)
- Um homem parado no inverno (1991)
- No interior da tua ausencia (2002)

## Auszeichnungen (Auswahl)
- 1978: Premio Artur Portela
- 1980 und 1983: Premio O melhor jornalsta do Ano (Preis für den besten Journalisten des Jahres)
- 1986: Premio Urbano Carrasco
- 1987: Premio Pen Clube